# 奥拉齐奥·马里亚尼
奥拉齐奥·马里亚尼（義大利語：Orazio Mariani，1915年1月21日—1981年10月16日），意大利男子田径运动员。他曾代表意大利参加1936年夏季奥林匹克运动会田径比赛，获得男子4×100米接力银牌。